# Géri (Chypre)
Pour les articles homonymes, voir Geri.
Géri (grec moderne : Γέρι / Yéri) est une commune chypriote située au sud de Nicosie.